# Pierre Fauvel
Pierre Fauvel (Cherbourg, 8 oktober 1866 - Angers, 12 december 1958) was een Frans zoöloog, gespecialiseerd in borstelwormen.
Hij studeerde biologie aan de universiteit van Caen en doctoreerde in 1897 aan de faculteit van wetenschappen te Parijs. Hij kreeg de leerstoel voor zoölogie aan de katholieke universiteit van Angers, waar hij later decaan werd van de faculteit wetenschappen.
Zijn zoölogisch onderzoek had vrijwel uitsluitend betrekking op borstelwormen (Polychaeta). Hij schreef er meer dan tweehonderd wetenschappelijke publicaties over. Hij onderzocht niet alleen de systematiek ervan maar ook hun biologie, anatomie en geografische verspreiding. Van de soorten die hij beschreef is de trompetkalkkokerworm de meest bekende.
In 1929 werd hij verkozen tot Associé van het Muséum national d'histoire naturelle in Parijs en hij werkte een twintigtal jaren aan het maritiem laboratorium van het Muséum op het (schier)eiland Tatihou in het Kanaal. Als specialist kreeg hij onderzoeksmateriaal uit de hele wereld toegezonden van oceanografische expedities uit verschillende landen. In 1948 schonk hij zijn eigen verzameling aan het Muséum.